# Starling (Gemeinde Altenfelden)
Starling ist eine Rotte der Gemeinde Altenfelden in Oberösterreich (Bezirk Rohrbach). Die Ortschaft wurde am 1. Jänner 2024 von 9 Personen bewohnt.

## Geographie
Starling ist eine Rotte in der Gemeinde Altenfelden und liegt rund 2,5 Kilometer nordnordöstlich des Marktplatzes von Altenfelden. Starling ist vom Zentrum von Altenfelden über die Rohrbacher Straße (B 127)  erreichbar. Westlich von Starling liegt die Ortschaft Fraunschlag, östlich das Dorf Oberfeuchtenbach. Im Norden von Starling liegen die Ortschaften Hölling, Liebenstein und Partenreit, die Teil der Gemeinde Arnreit sind, südlich der Ortschaft befinden sich Freileben und Unterfeuchtenbach. Für Starling wurden 2001 insgesamt vier Gebäude gezählt, wobei vier Gebäude über einen Hauptwohnsitz verfügten und acht Wohnungen bzw. sieben Haushalte bestanden.

## Geschichte und Bevölkerung
In Starling lebten 1869 42 Menschen in sechs Häusern. Bis zum Jahr 1910 sank die Einwohnerzahl auf 24 Personen an, wobei die Ortschaft fünf Gebäude umfasste. Bis 1923 stagnierte die Einwohnerzahl bei 23 Einwohnern, auch die Anzahl der Häuser blieb mit fünf stabil. 1951 lebten insgesamt 27 Personen in fünf Häusern in Starling. Bis 2001 sank die Einwohnerzahl geringfügig auf 23 Personen in vier Häusern.

## Bauwerke
In Starling befinden sich zwei Tabernakelpfeiler aus der Mitte des 18. Jahrhunderts, wobei einer der beiden Pfeiler ein Bild des heiligen Georg zeigt. 